# Comuna Frederikssund
Frederikssund (Frederikssund Kommune) este o comună din regiunea Hovedstaden, Danemarca, cu o suprafață totală de 250,61 km².

## Personalități născute aici
- Aage Dons (1903 - 1993), romancier.